# ساشا بوي
ساشا بوي (مواليد 13 سبتمبر 2000) هو لاعب كرة قدم فرنسي يلعب في مركز الظهير الأيمن في ن
ادي بايرن ميونخ.
الديانة:مسلم

## وصلات خارجية
- ساشا بوي على موقع الاتحاد الأوربي (الإنجليزية)
- ساشا بوي على موقع اتحاد تركيا (لاعب) (الإنجليزية)
- ساشا بوي على موقع رابطة كرة القدم الفرنسية للمحترفين (الإنجليزية)
- ساشا بوي على موقع قاعدة بيانات كرة القدم.إي يو (الإنجليزية)
- ساشا بوي على موقع ليكيب (الفرنسية)
- ساشا بوي على موقع Soccerbase.com (لاعب) (الإنجليزية)
- ساشا بوي على موقع Soccerway.com (الإنجليزية)
- ساشا بوي على موقع عالم كرة القدم.نت (الإنجليزية)